# Качкаваљ
Качкаваљ (кашкавал, кашкаваљ) је специфична врста жутог сира, које може бити из овчијег или крављег млека. Често се тај термин користи на Балкану за све жуте сиреве. Слично се и у Румунији користи израз, caşcaval. 
По квалитету и специфичном укусу у Србији познат је такозвани Пиротски качкаваљ.
Реч качкаваљ је италијанског порекла и долази од речи (итал. caciocavallo), шта означава врсту италијанског сира. Одатле се та реч проширила на Балкан. 
У Македонији је најпознатији качкаваљ типа кораб.
- алб. ,
- мкд. ,
- срп. ,
- , сицилијански израз.
- рум. .

## Галерија
- Процес кад качкаваљ зри у Млекарници „Осогово Милк“ у Македонији
- Машинска производња козјег качкаваља у Млекари „Осогово Милк“
- Производња качкаваља у Млекара „Осогово Милк“
- Машинска производња  козјег качкаваља у Млекарница „Осогово Милк“ у Македонији